# Emelie Frösslind
Inte att blanda ihop med skådespelaren Sophia "Sophie" Haglund, (född Haglund), verksam i Göteborg på 1810-1830-talet
Emelie Sophie Frösslind (senare Haglund), född den 2 september 1823 i Stockholm, död den 1 juni 1891 i Göteborg, var en svensk skådespelare.  

## Biografi
Emelie Frösslind var dotter till skådespelaren Elisabet Frösslind. Frösslind tillhörde det Torsslowska sällskapet och var engagerad vid Mindre teatern i Stockholm från 1846 till 1853. Hon beskrevs som vacker och var en av de mer kända aktörerna. Hon avslutade sin skådespelarkarriär i och med att hon gifte sig 1854 med Lars-Petter Haglund, senare hotellägare i Göteborg, och tillsammans fick de två söner, varav den en var hotellägaren Emil Haglund.

## Teater
Bland hennes roller finns Markisinnan Pompadour i Markisinnan de Villette, grevinnan Camperiali i Klostret Castro, grevinnan Fersen i Fyra år af Gustaf III:s regering, Goneril i Kung Lear, Sara i Arfvingen eller De tre röde männen och Dorine i Tartuffe. 
Teaterförbundet förvaltar en stiftelse uppkallad efter Frösslind, "Emelie Haglunds Minnesfond", avsedd för "att främja vård av behövande skådespelare eller skådespelerskor".

### Roller (ej komplett)
| År   | Roll          | Produktion                        | Teater         |
| ---- | ------------- | --------------------------------- | -------------- |
| 1846 | Hanna         | Betjänten professor Louis Angely  | Mindre teatern |
| 1847 | Den unga frun | En natts väntan Hippolyte Le Roux | Mindre teatern |
| 1847 | Fru Duperron  | Figaros dotter Mélesville         | Mindre teatern |